# Nádor Adrienne

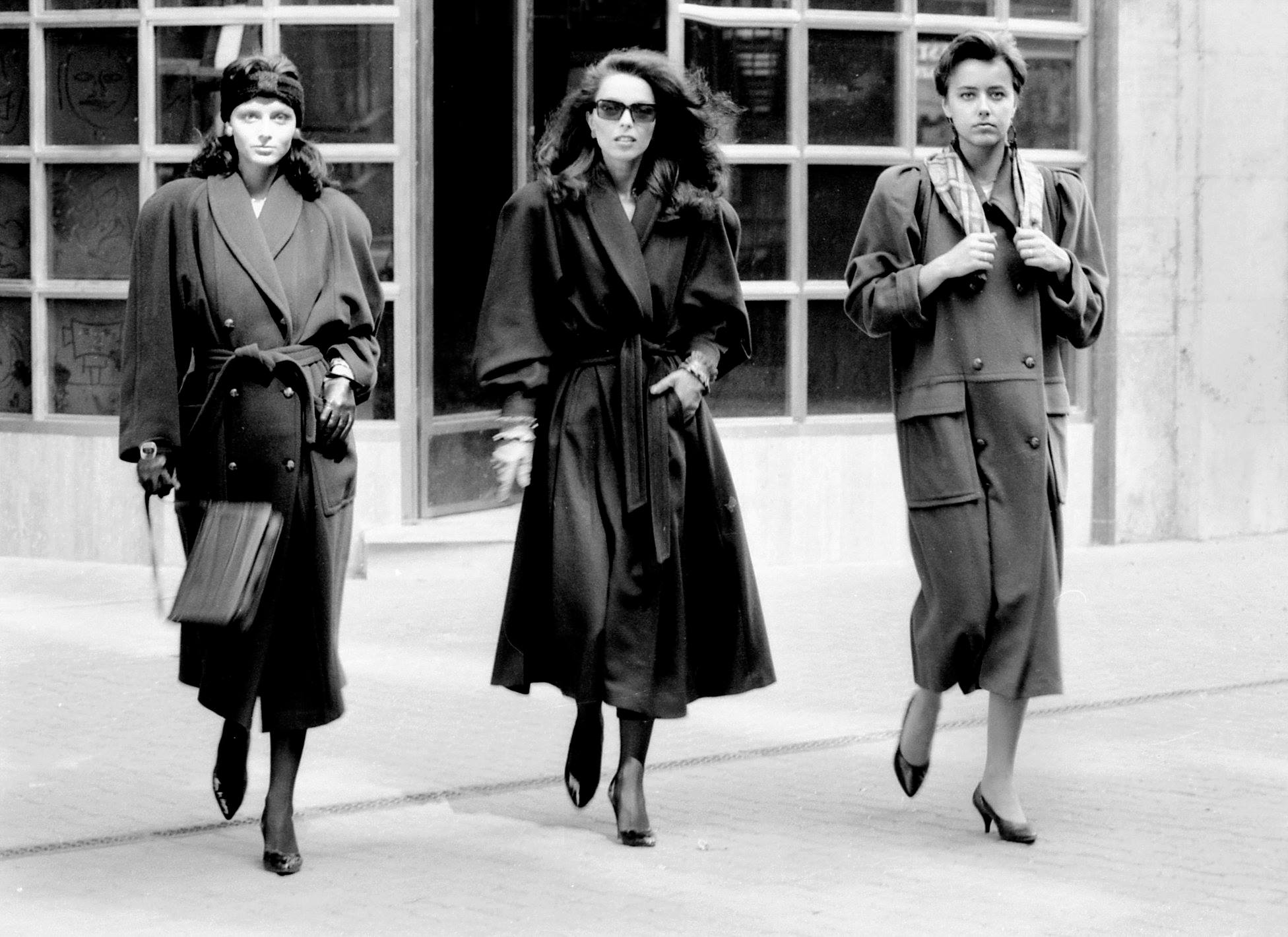
Balra Háfra Mari, Nádor Adrienne középen, jobbra Antony Csilla (Rózsavölgyi Gyöngyi felvétele)

Nádor Adrienne modell, manöken, (Budapest, 1968. február 18. –)

## Élete
Nagymamája híres próbakisasszony volt a 30-as években (Friedman Hedvíg). Részben ennek hatására, másrészt ismerősei javaslatára, másodikos gimnazistaként, sminkmodell lett. 1986-ban végezte a gimnáziumot, 2008-ban pedig a Magyar Újságírók Országos Szövetsége-ban, elvégezte az újságíró iskolát. Az Állami Artistaképző Intézetben 1987-ben végzett a manöken szakon.
Szerepelt rengeteg óriásplakáton, reklámfilmben, (Westel, Edusó, Parmalat) videoklipben. Élete első bemutatója az Okisz labor által történt. Manöken munkájával bejárta az egész világot, manökentársaival magyar cégek ruháit mutatta be. Fotói rendszeresen jelentek meg különböző újságokban, például az Ez a Divat lapban is.
Osztrák modell ügynökség által, (Elite models) a Look of the Year, vagyis Az Év Arca szépségverseny döntőjére ő készítette fel a lányokat, mozgáskultúrát tanított, illetve közreműködött a koreográfia megtervezésében is.
Számtalan magyar nagy tervezővel dolgozott együtt, volt a LuanBay Luchia arca, Zoób Kati vezető modellje. Mutatott be ruhákat a Missoni cégnek. Az osztrák Ostermann cég évekig foglalkoztatta divatbemutatóin, illetve a német Shuster sport katalogussal sok szezonon keresztül, fotózásokat vállalt, és utazta be a világot.
Közel 15 évig volt a szakmában.
10 éve a filmiparban helyszíneket közvetít, magyar és külföldi produkciók számára.
Hobbiként modelliskolát alapított, Rábaközi Andreaval közösen. Felkérésekre eközben modellként folyamatosan dolgozik, elsősorban külföldi reklámfilmekben szerepel. (német Proenzi, angol Bootz, francia autó reklámfilm)